# 遠東航空

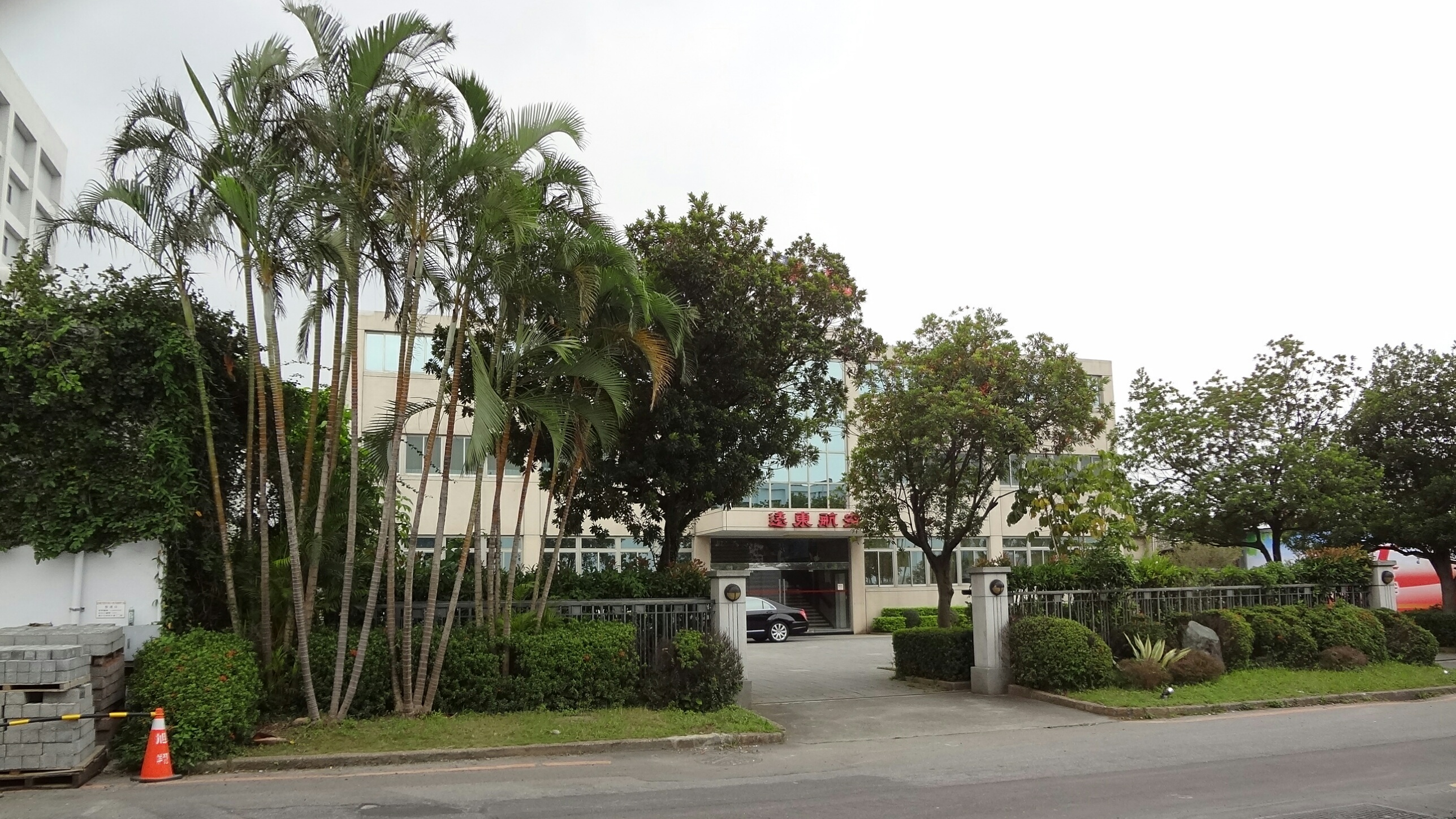
遠東航空總部（尚未改裝前）

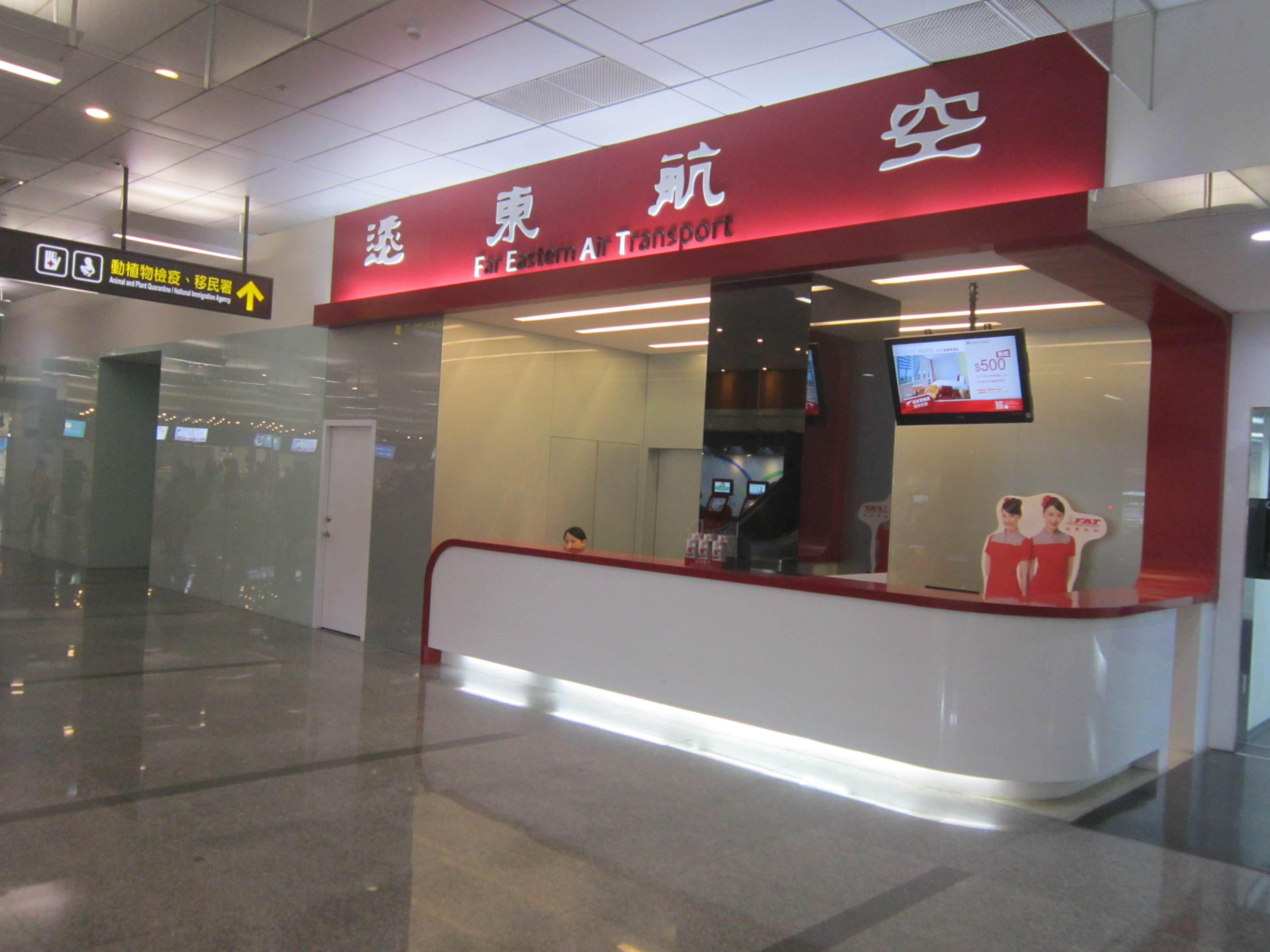
遠東航空位於松山機場的服務櫃台，攝於2016年。

遠東航空（簡稱遠航，縮寫為FAT）是一家已停航的中華民國航空公司，創立於1957年，過去曾為臺灣本島及離島航線業者的龍頭，航點遍佈各大城市、離島，並持有不少國際航線的航權，開設數條近距離的國際航線。曾因發生兩次財務危機而暫停營業，目前處於結束營業的狀態。
2008年5月13日，遠東航空因財務危機暫停營業，經聲請法院准予重整後，於2009年10月5日，由重整人富理門公司蔡慧玲律師與樺福集團張綱維董事長議定投資協議，引進樺福集團資金，2011年4月18日正式復航。2015年10月1日經臺灣臺北地方法院裁定完成重整，並於2015年10月16日確定。遠東航空曾主要經營國內航線、兩岸航線以及區域國際航線。
2019年12月12日，遠東航空正式宣佈於12月13日停止營運。因未於60天前提出申報，違反「大量解僱勞工保護法」，臺北市政府表示將提報中華民國勞動部限制負責人張綱維出境。 12月13日，董事長張綱維表示遠東航空將持續營運，聲稱此次事件誤會。交通部長林佳龍要求遠航必須先處理消費者、旅客跟旅行社權益，與員工的權利保障。因此，就算遠航在限期內處理所有積壓問題，最少亦要到2020年2月才會復飛。交通部民用航空局於2019年12月27日報請中華民國交通部廢止其民用航空運輸業許可，交通部審慎衡酌事實及法令後於2020年1月31日同意廢止。遠航棚廠原本是向松山機場承租，由於公司歇業，雙方合約也在2020年3月31日中止。棚廠重新辦理招租。

## 歷史

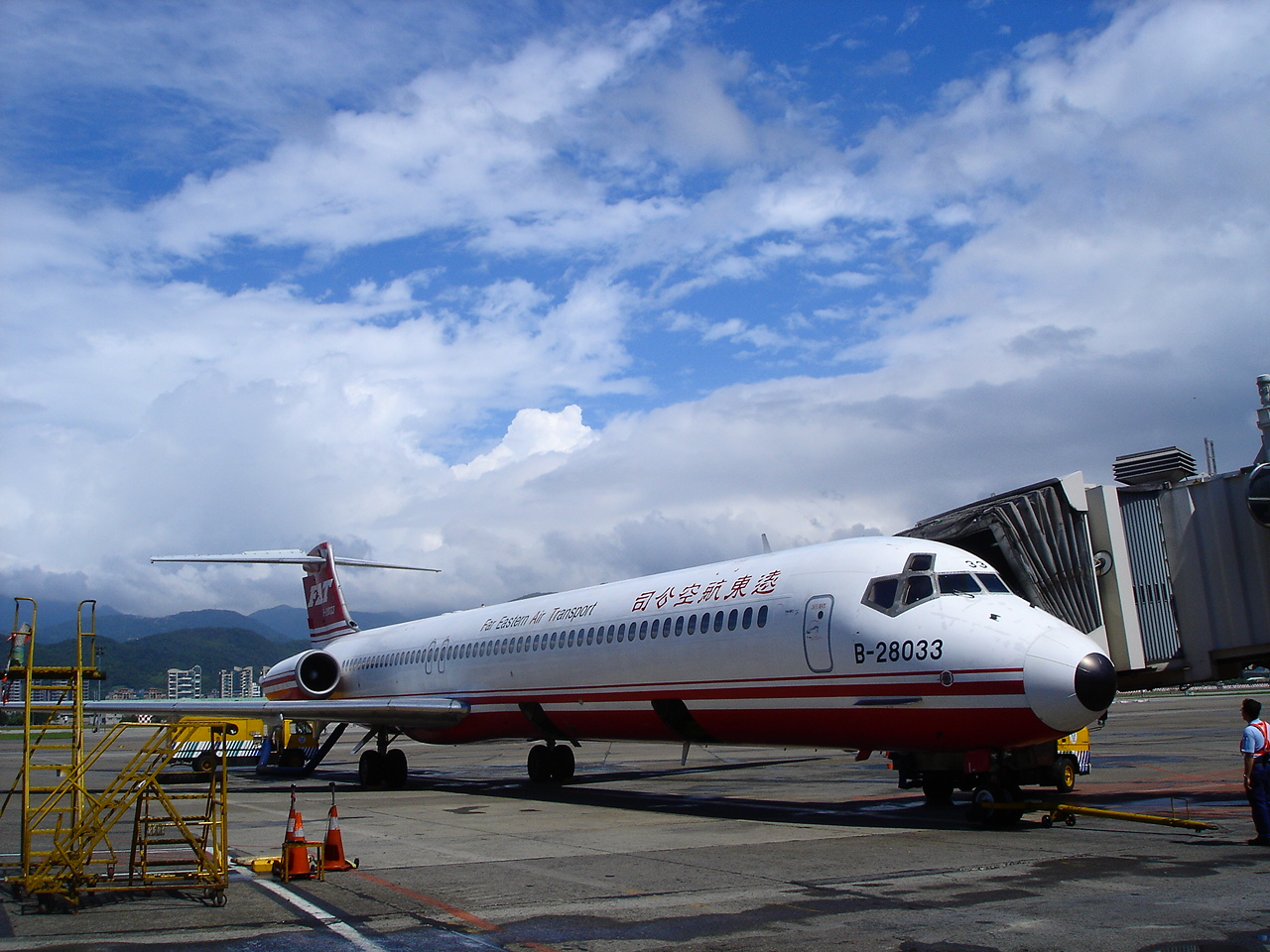
停泊在松山機場的遠東航空MD-82

1957年6月5日，胡侗清創立遠東航空公司，初期員工約30多名，資本額60餘萬元，除經營客、貨運外，從事的業務包括空中運報任務、國內外包機、空中照相、森林防護、海上搜尋、支援石油鑽探等運補等工作，直到1978年中山高速公路通車後，此部分業務才宣告終止。此外，也接受中華民國國防部、交通部民用航空局、臺灣省政府委託，執行維護飛機、直昇機，並受委任從事國外航空公司飛機及發動機的維修工作，累積了豐富完整的經驗，並在1970年代成為中華民國國內航線的龍頭。1962年開闢臺北與高雄之間的定期航線。
1984年，創辦人胡侗清將自己名下持股轉讓給妻舅黃任中的皇龍投資公司。1986年，胡侗清因心肌梗塞導致腦溢血，驟然辭世。由於胡侗清未預立遺囑，其女胡小燕，其子胡元熙與其兄蕭國祥、其弟蕭國順，發生家族內的股權與經營權糾紛，對經營管理產生鉅大衝擊。在當時石油危機及內亂未定下，再加上當時政府的「開放天空」政策，使得臺灣一口氣增加七家航空公司共同搶食國內航線大餅，市場競爭更加白熱化，使市佔率大幅滑落到40％。時任遠東航空總經理的蔣洪彝將管理權與股權分開，使公司業務運作不受股權紛爭影響，逐漸把市場佔有率拉回到50％左右，重新登上國內線龍頭的寶座。1993年獲准經營國際包機業務。而後李雲寧於1994年8月起接任總經理，將遠東航空的經營帶進新的里程碑。
1995年，中華開發及南山人壽集團取得遠東航空經營權，擁有53.17％之股權；崔湧代表AIG集團收購了黃任中皇龍投資公司持股，擁有20％的股權，成為次大股東。同年，開闢兩條國際定期包機-高雄至帛琉及高雄至蘇比克航線。1996年獲得經營國際定期航線的資格及飛安評鑑甲級，機務維修方面也獲ISO 9002認證；同年9月將兩條包機航線升格為定期航線，並於1997年12月時股票正式上櫃。隨著業務量的擴大，1998年成立遠東航空集團，總裁由胡定吾擔任，李雲寧任遠東航空董事長兼總經理。1999年10月新增亞庇航線。
2000年，崔湧接任董事長，陳每文為總經理。在中華民國與韓國斷航十年後，2002年10月首度包機由遠航擔任直航。至2003年遠航共有員工1000餘人。2007年6月，由自華信航空退休的樂大信接任董事長，但同年11月30日突然請辭，由林寶漳繼任董事長，陳尚群為總經理。

### 破產重整
2008年2月14日遠東航空爆發財務危機，改列為全額交割股票。5月12日傍晚，遠東航空宣布因經營高層掏空事件，欠缺資金導致資金問題而要停飛，自5月13日暫時停止營業。5月26日，臺灣臺北地方法院駁回遠東航空申請的公司重整案。民航局分別於2008年六月及2009年四月，收回高雄、臺東、澎湖、金門、馬祖等五條國內航線及帛琉、濟州、河內等十條國際航線經營權。
臺北地院於2009年四月底裁定准予遠東航空破產重整，並指定遠航代理總經理關思屏、新投資人陳文正與董事富寓投資公司為重整人，另由遠東商銀、張秀夏律師、胡立三會計師擔任重整監督人。但陳文正與富寓投資公司無法及時挹注外部資金，臺北地院於6月裁定解除其重整人身分，並選派富理門管理顧問股份有限公司（法定代理人：蔡慧玲律師）、鍾事原（於同年10月22日辭任）為重整人，另改選呂正樂會計師為重整監督人。最後由樺福集團董事長張綱維以私人名義挹注資金，爭取復航營運。由於遠東航空的運輸許可證在2009年5月18日到期，遠東航空在5月16日的最後期限之前，向民航局重新提出恢復營運計畫書，將原本租機計畫改為修機優先。
2010年11月27日，遠東航空成功完成特種適航，交通部民航局於11月29日發放適航證。因原先使用IATA代碼FE的Primaris航空停飛，远东航空得以从長年使用的EF，更换为較符合公司名的FE。2011年4月18日遠東航空正式復航，首飛臺北至金門航線，10月起陸續加開航兩岸航線，恢復亞洲區域的飛航服務。在經過五年的努力後，臺北地方法院於2015年10月20日裁定重整成功，遠東航空恢復正常營運。
在重整成功後，遠東航空原與空中租賃公司（ALC）於2015年底簽訂合約租貸一架新及一架舊波音737-800以更新機隊，但因遠航對舊機的狀況不滿而產生合約糾紛，連帶使得ALC也拒絕交付新機。遠東航空於2017年2月10日與北歐航空資本（NAC）簽約租貸4架ATR-72-600，首架於7月17日飛抵臺灣，並成立新機隊，其中21位機師來自復興航空。11月16日遠航ATR-72首航臺中至馬公、金門航線，正式載客營運。2019年8月19日，復飛以來第二代空地勤制服正式上線。同年，遠東航空打算引進波音737 MAX客機，以替換機齡已高的MD-80系客機，但最後因波音737 MAX客機在全球被勒令停飛，以及公司在12月突然結束營運而作罷。

### 大事記
- 2008年2月23日：臺北地方法院裁定遠航得以緊急處分[21]。
- 2008年5月7日：債權人遠東國際商業銀行股份有限公司請求遠東航空股份有限公司准予重整。
- 2016年12月17日，遠東航空表態有意重整復興航空，目前正積極向銀行團爭取重整，打算將改名為「遠東聯合航空」，交通部民航局證實確有其事，但不管是解散或重整，都必須依法申請。消息面導致興航成交量價異常，金融監督管理委員會證券期貨局表示，興航下市前任何異常，都會監測，不會損及投資人的利益[22]。但此事後來不了了之。
- 2019年12月12日，遠東航空發言人盧紀融證實，因為長期營運虧損、資金籌措困難，遠航將於13日起停止一切飛航營運。[23]遠航FE128班機(註冊編號：B-28027)在12日晚間10時30分從合肥國際機場返抵桃園國際機場，由於幾近確定遠航無法復飛走入歷史，FE128班機成為遠航最後一個航班。[24]
- 2019年12月13日上午11時，針對停飛事件，董事長張綱維出面召開記者會對外說明，鞠躬致歉也表示，下週資金陸續到位，希望民航局跟主管機關同意下午可以讓遠航復飛，以及提供春節旅客疏運。[25]

- 2019年12月13日民航局以遠航自當日如有停止營業之事實，因嚴重侵害公眾利益違反規定，依民用航空法第112條對公司進行處罰，最重處新台幣300萬元罰鍰並報請交通部廢止其許可。另外民航局也移請檢方調查張綱維。檢調單位最快於傍晚要求遠東航空公司董事長張綱維到臺灣臺北地方檢察署說明。[26]
- 2019年12月13日下午交通部召開會議，討論遠東航空無預警停飛、當天又出面聲稱是烏龍要復飛一事。與會的交通部官員透露，若遠航於12月18日下午5點前針對裁處做出回覆，且能確認安全、財務無虞下，交通部傾向會再給遠航復飛機會。[27]
- 2020年1月22日，遠航董事長張綱維召開記者會，表示願意將公司易手，惟只有在飛航執照恢復時，新股東才會考慮注資。但交通部要求遠航須先注資、補發去年12月份薪金及進行飛行安全檢查，才考慮批准復飛[28]。

- 2020年1月31日晚間，交通部正式廢除遠東航空「營運許可相關證照」並將「收回航權」之後再重新分配，相關公文將於近日內送達遠航總部。[29]。
- 2020年3月5日，遠東航空向臺北市政府勞動局申請遣散員工，並將於同年5月4日生效。

- 2020年3月7日、9日，租予遠東航空的ATR-72客機，被租賃公司收回，分兩日從松山機場起飛，經越南峴港等地返回丹麥。

- 2020年3月30日，台北地檢署傳喚遠航董事長張綱維到案，檢察官訊後認定張綱維涉嫌違反證交法等罪，犯罪嫌疑重大，且有逃亡、滅證之虞，向台北地方法院聲請羈押禁見。3月31日，所有員工最後一日上班後被遣散。

- 2020年3月31日，台北地院認為沒有羈押必要，晚間裁准800萬元交保，北檢則指出將依法提起抗告。
- 2020年4月2日， 由於張綱維涉嫌在重整階段財報不實、且有逃亡之虞遭檢方聲押禁見，北院裁定800萬交保，檢方抗告，高院撤銷原裁定發回北院。北院裁定羈押禁見。
- 2020年5月20日，台北地檢署再申請將張維綱的羈押期延長2個月。
- 2020年7月30日，台北地檢署偵辦遠東航空案30日偵查終結，檢察官認定遠航董事長張綱維涉嫌掏空遠航逾35億元，依違反證交法、民用航空法等罪將他起訴，並請法官從重量刑。[30]
- 由於遠航位於臺北國際航空站承租的總部大樓積欠租金未能償還，在經過法院2022年判決確定，遠航應將該大樓拆除，並將占用土地返還台北站，民航局臺北站於2023年10月23日依法拆除，而前遠航董事張綱維帶領數名員工當天到現場表達不滿。[31][32]
- 前遠航董事長張綱維被控侵占遠航公司款項13億多元新台幣，並藉由貸款案將樺福旗下公司債款移轉給遠航。臺灣臺北地方法院在2024年9月30日一審判處張綱維不得易科罰金部分14年徒刑，得易科罰金部分1年徒刑[33]，但至今未強制處分。

## 航線
- 國內航線（停止營運前）

| 航點 | 機場         | IATA | ICAO | 目的地           | 備註     |
| ---- | ------------ | ---- | ---- | ---------------- | -------- |
| 臺北 | 臺北松山機場 | TSA  | RCSS | 澎湖與金門       | 主要樞紐 |
| 臺中 | 臺中國際機場 | RMQ  | RCMQ | 澎湖與金門       |          |
| 高雄 | 高雄國際機場 | KHH  | RCKH | 澎湖與金門       | 次要樞紐 |
| 澎湖 | 澎湖機場     | MZG  | RCQC | 台北、台中與高雄 |          |
| 金門 | 金門尚義機場 | KNH  | RCBS | 台北、台中與高雄 |          |

- 國際與兩岸航線(停止營運前)：詳情請見遠東航空航點

## 機隊

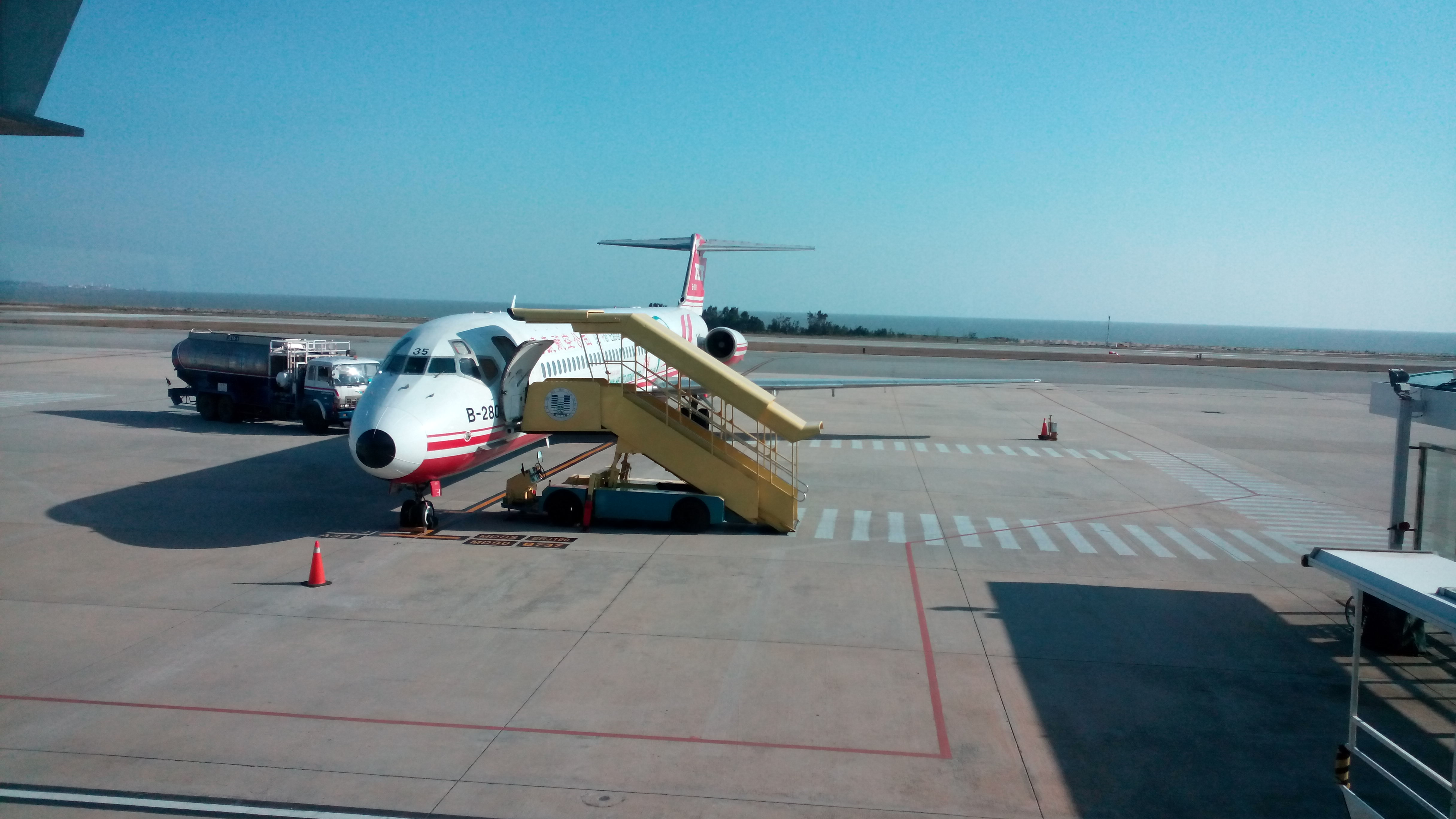
停靠於金門機場的遠東航空MD-82客機

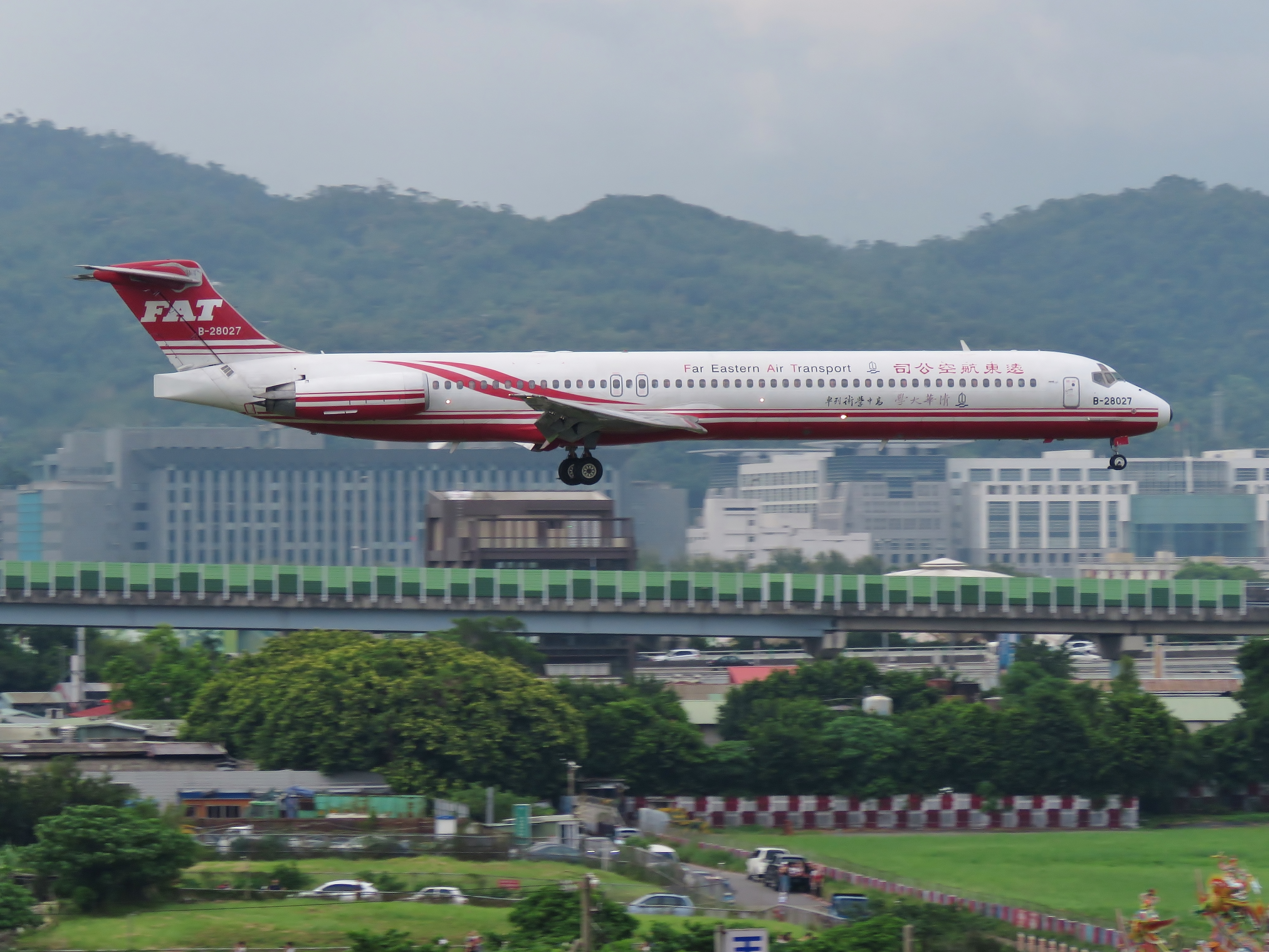
即將降落台北松山機場的遠東航空MD-83客機

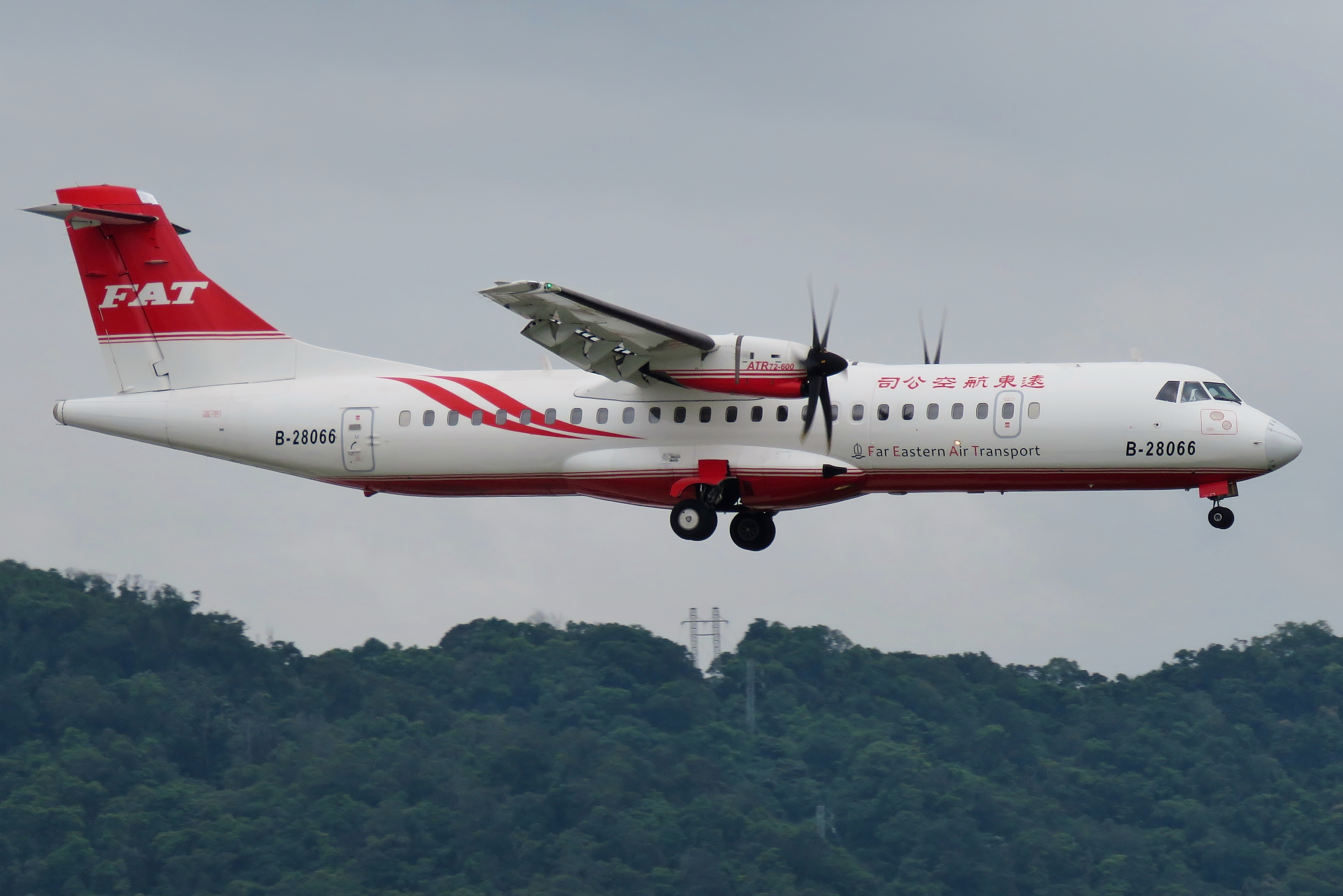
遠東航空ATR72-600客機即將在台北松山機場降落

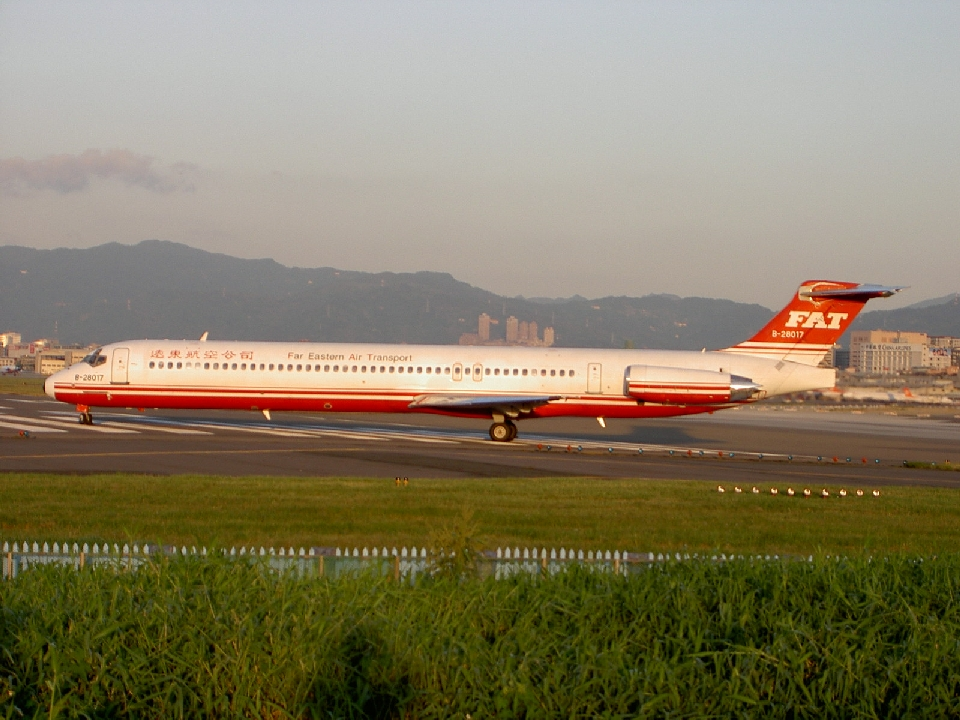
遠東航空的麥道MD-82，於停飛前的舊版塗裝

### 終止營運前的服役機隊
遠東航空的平均機齡為14.5年。最後一架ATR72-600客機已於2020年3月9日飛離臺灣，目前所有ATR72-600客機已被租賃公司收回，至於所有麥道MD-82及麥道MD-83客機現正封存中。遠航自有的8架MD型老舊飛機，有5架停在松山機場，其中3架遭台北地方法院查封，另有2架在高雄國際機場、1架在桃園國際機場。
在停运前，遠東航空是東亞地區最后一個使用麥道客機的航空公司。

### 終止營運前已退役之機隊
- 畢琪C-45（機身編號：B-2XX）

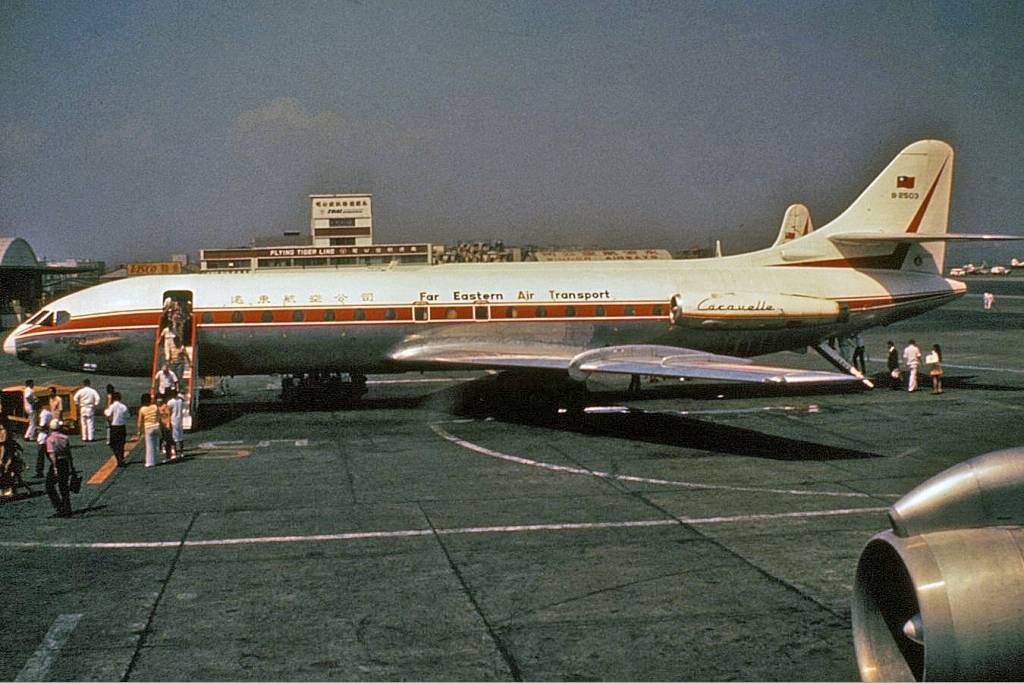
遠航曾操作的卡拉維爾機型，攝於1972年

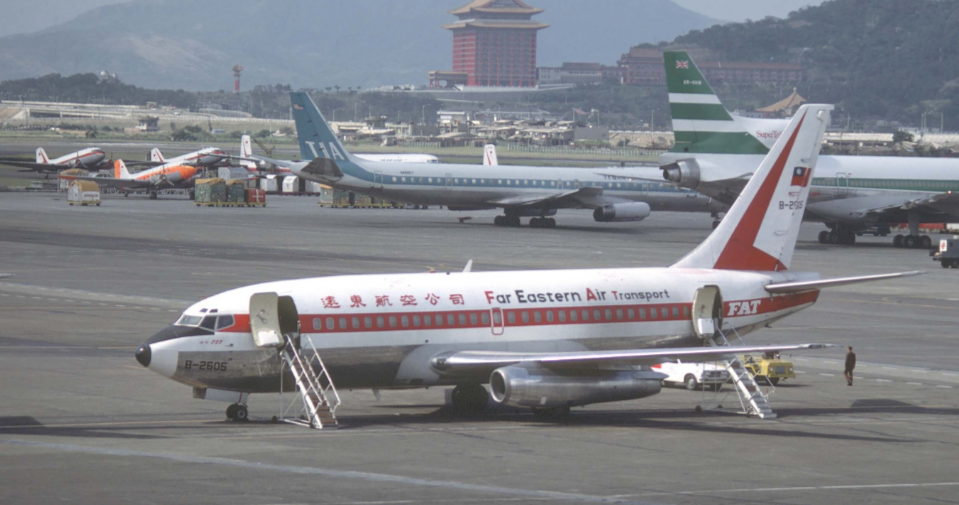
遠航波音737-200，攝於1977年

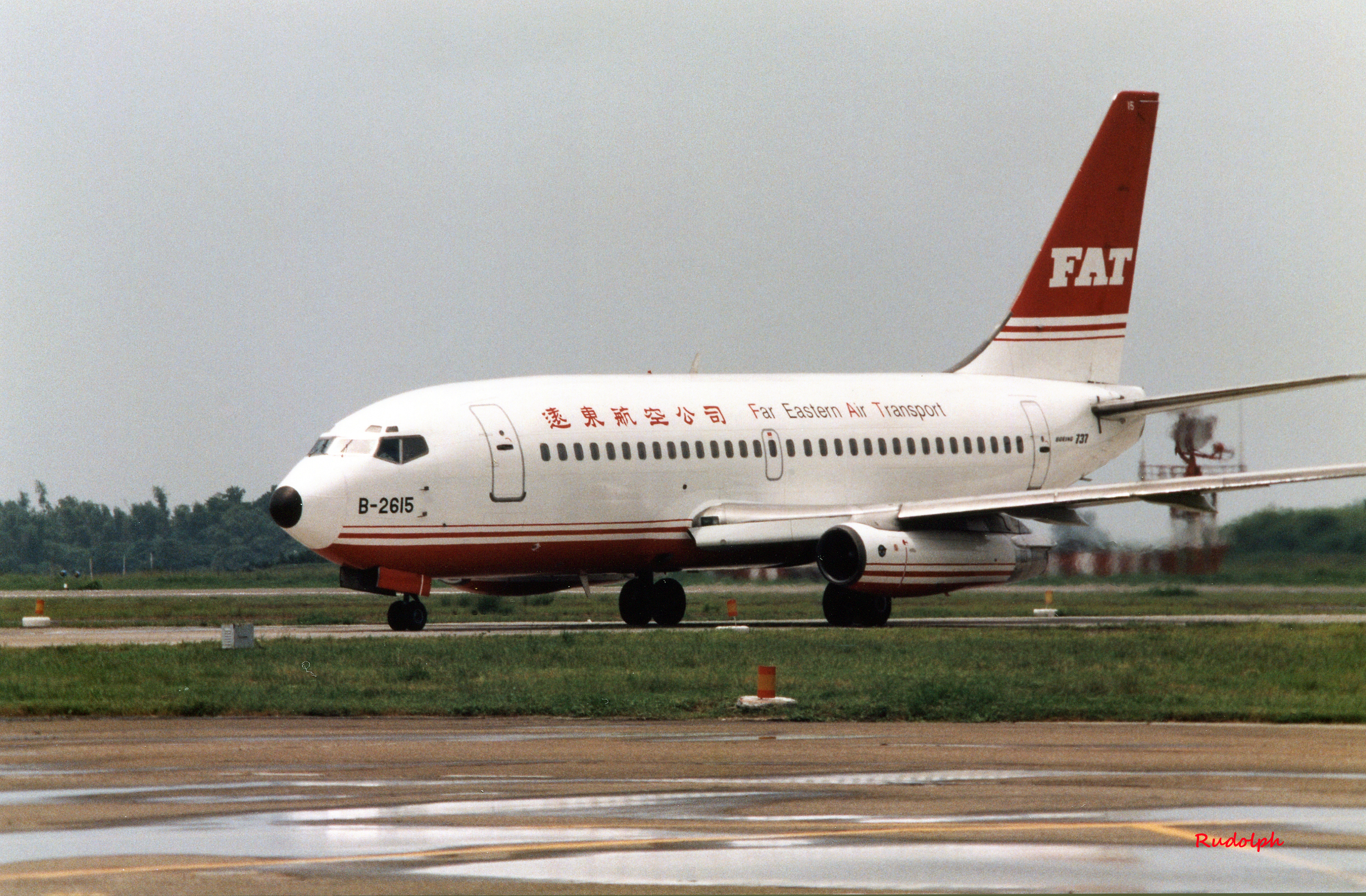
遠航波音737-200，攝於1990年代後期。

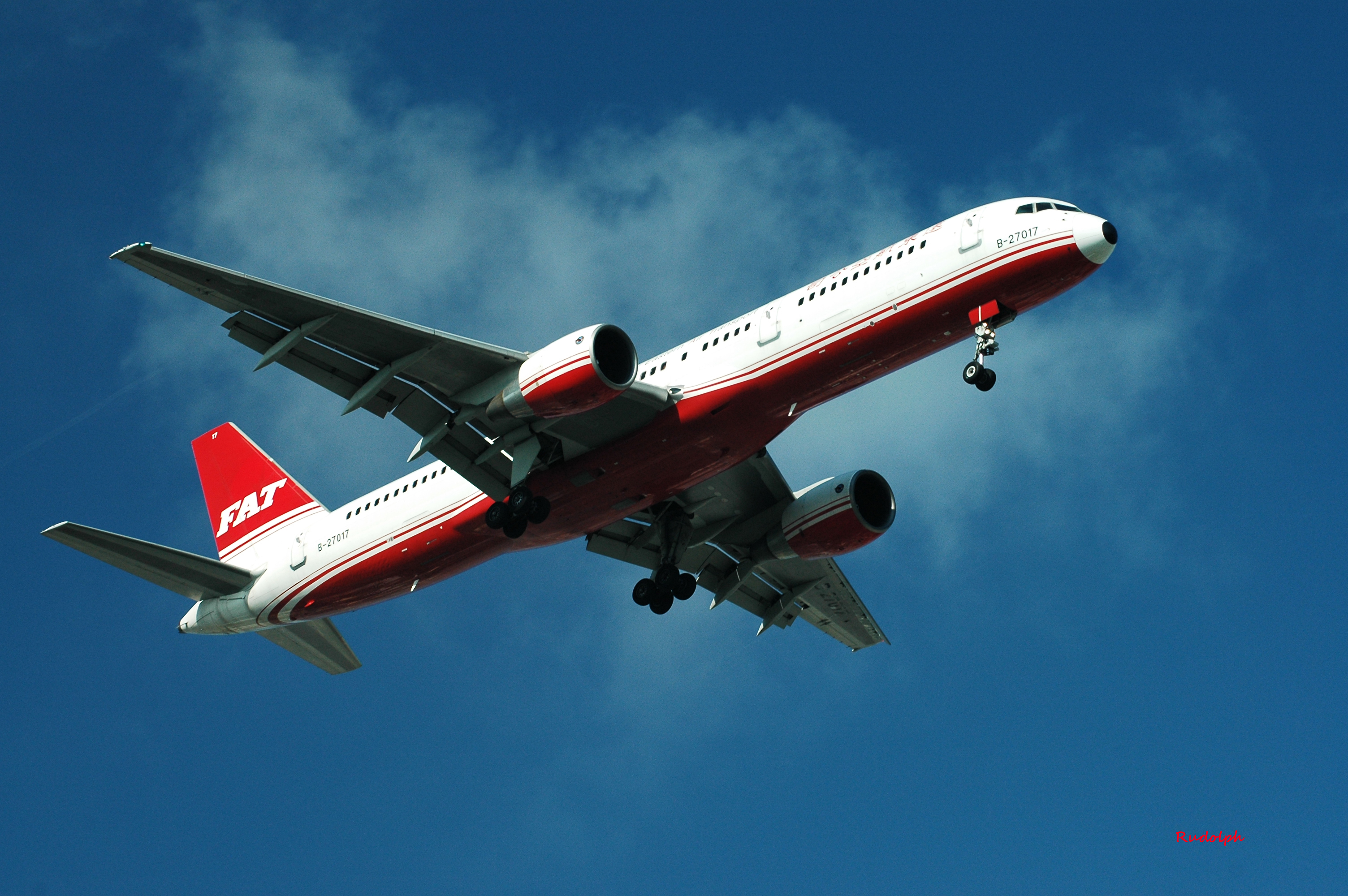
遠航波音757-200，攝於2006年4月11日。

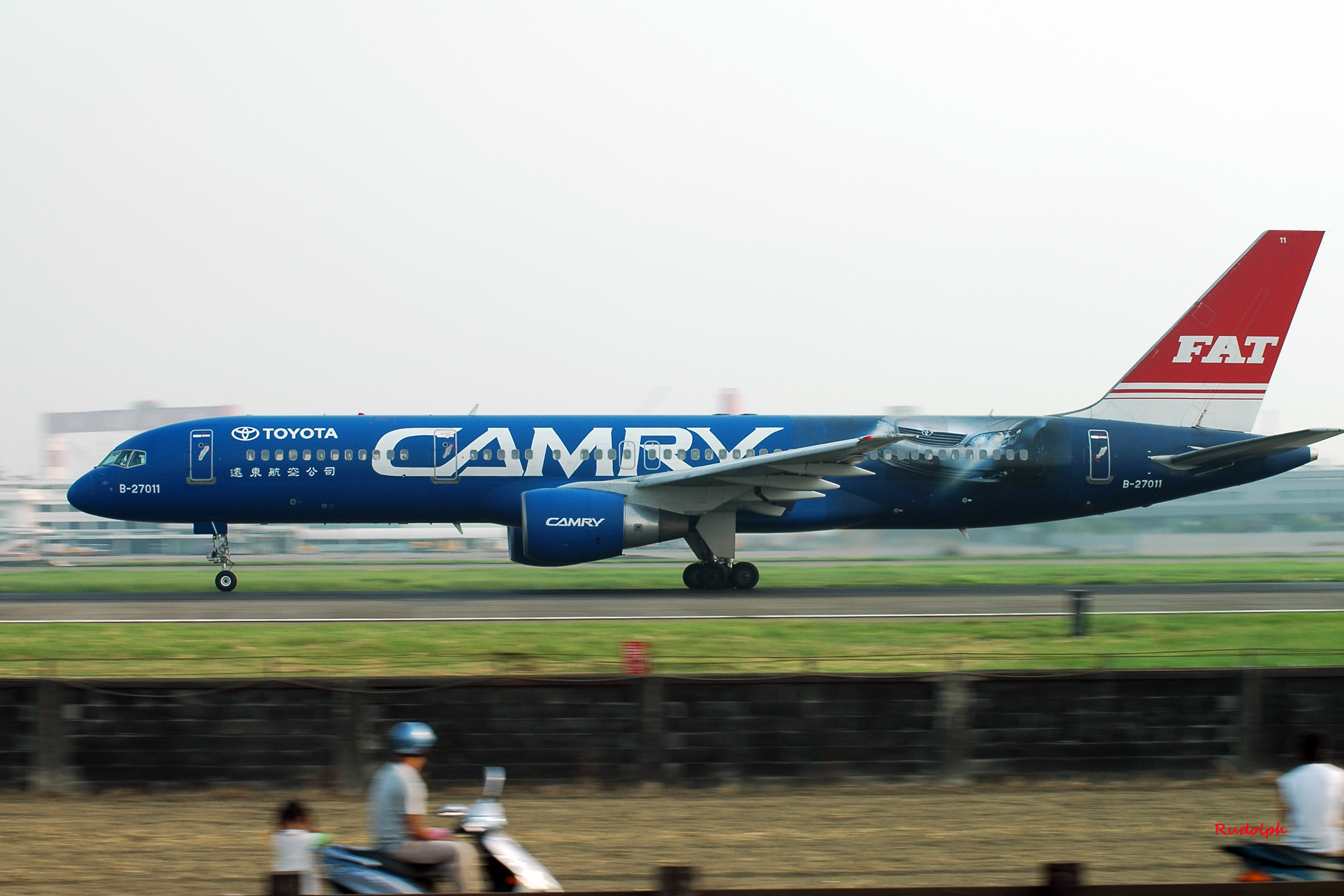
遠航波音757-200 TOYOTA CAMRY彩繪機，攝於2005年9月12日。

- 道格拉斯DC-3（機身編號：B-241～B-261採奇數編號）

B-241為回台的首架DC3也是創辦人胡侗清本人親自駕駛返台，B-243為運報專機於1970年2月21日不慎撞山失事，B-259除役後以95萬8,000元轉賣給民航局當航測機，機身編號改為B-126，在卸下民航局任務後隨即保留於桃園航空科學館；B-247於1977年4月16日在台南失事；B-249於1974年5月13轉售於寮國航空；B-251於1969年4月24在越南失事；B-261在除役後轉手交由空軍使用並於1981年6月1日報廢。 
- 道格拉斯DC-6B（機身編號：B-2005）
- 罕德列·貝吉信使者（Handley Page Herald）（機身編號：B-2009）
- 維克斯子爵式（Vickers Viscount）（機身編號：B-2029）
- 卡拉維爾（機身編號：B-2501、 B-2503、B-2505）
- 貝爾212

用於支援中國石油海上探油作業，於1982年11月17日在颶風號探油船附近墜毀。（機身編號：B-2311）
- 波音707F

原定於1977年用開航往返中美洲貨運航線，但受到當時中華民國政府干涉影響，最終沒能開航。
- 波音737-100（機身編號：B-2621、 B-2623）
- 波音737-200（機身編號：B-2601、B-2603、B-2605、B-2607、B-2611、B-2613、B-2615、B-2617、B-2625）
- 波音747

曾經下訂並塗上塗裝過，原定於1977年於往返洛杉磯，但受到當時中華民國政府干涉影響，最終不能開航。
- 波音757-200（機身編號：B-27001、B-27005、B-27007、B-27011、B-27013、B-27015、B-27017、B-27021）

2008年破產前保有的兩架（B-27013及B-27015）原停放在桃園機場國內機坪，後因鏽蝕嚴重，於2015年除籍報廢並賣給回收商，在桃園海軍基地存放。直到2017年8月B-27013搬遷至內政部警政署反恐訓練中心當訓練器材。B-27015則是移至桃園市觀音區一處空地停放。
- 波音757-200F（機身編號：B-27201）
- 麥道MD-90（機身編號:B-17918[38]，溼租自立榮航空）（機身編號：B-17923[39]，溼租自長榮航空）
- 麥道MD-83 （機身編號：B-28007）

由於已超過民航局及交通部限制的機齡，已於2019/08/05（一）當日執行最後一趟FE8072金門返松山任務後光榮退役。
- 麥道MD-82 （機身編號：B-28011）

在2019年11月7日當天執行最後一趟FE1807松山返高雄後退役，同月12日在高雄被拆解。

### 特殊塗裝
遠東航空為全台灣第一家推出全機身彩繪的航空公司（2003年3月），也是全台第一家與異業合作推出聯名彩繪機的航空公司，其合作過的廠商包含：汽車、機車、信用卡、線上旅行社、電信公司...等等。除實體彩繪機外，遠東航空也曾推出過多款十二生肖紀念虛擬彩繪機，並於機上販售。
- MD-82/82
  - B-28005：台灣職業棒球大聯盟彩繪機[40]
  - B-28007：全白機：在機身僅保留遠東航空標準中/英文標誌，尾翼標誌也有完整保留。[41]
  - B-28011：泛亞電信聯名彩繪機[42]
  - B-28017：澎湖科技大學彩繪機[43]
  - B-28017：國立清華大學高中學術列車彩繪機[44]
  - B-28025：金門高粱酒聯名彩繪機[45]
  - B-28027：
    - 國立清華大學高中學術列車彩繪機[46]
    - 鼎力重機聯名彩繪機[47]

  - B-28035：澎湖七美雙心石滬彩繪機[48]

- B757-200
  - B-27001：台灣職業棒球大聯盟彩繪機[49]
  - B-27011：TOYOTA CAMRY聯名彩繪機[50]：全台第一架全機身彩繪機。
  - B-27013：
    - 無限尊榮彩繪機（永豐銀行）[51]
    - 飛行夢想號彩繪機（統一童盟國）[52]
    - 澳門航空混和塗裝[53]：2001年8月11日，遠東航空將B-27013租給澳門航空。2003年9月10日SARS疫情爆發，澳門航空將飛機退租，但遠東航空未能來的及更換飛機塗裝，因此僅將機身上方『澳門航空 AIRMACAU』字樣改回至遠東航空標準企業標誌。

  - B-27021：易飛網聯名彩繪機[54]

- B757-200F
  - B-27201：遠東航空唯一一架貨機，不同於旗其他下客機，該機發動機採用兩具勞斯萊斯RB211-535 E4引擎，也是遠東航空機隊中唯一一台使用勞斯萊斯引擎的飛機，於2004年6月1日引進，2008年7月26日退租。該機曾經與越南太平洋航空有合作，合作期間，機身後段有加上越南太平洋航空英文企業標誌『Pacific Airlines』字樣。[55]

### 保存中舊機
- 淡江大學保留一架遠東航空過去使用的C-45（當時編號B-205）但最近一次的維護整修中，校方以「安全因素」為由不予以修護，並以報廢處理。

## 事故列表
- 遠東航空104號班機（1969年2月24日）
- 遠東航空134號班機（1975年7月31日）
- 遠東航空103號班機（1981年8月22日）
- 遠東航空116號班機（1993年10月25日）
- 遠東航空128號班機劫機事件（1997年3月10日）
- 遠東航空306號班機空中接近事件（2006年11月16日）

## 外部連結
- 遠東航空 （繁體中文）（英文）
- 遠東航空的Facebook專頁
- 遠東航空的Instagram帳戶